# 张亮基故居
张亮基故居位于扬州市广陵区丁家湾20号，为清道光、咸丰年间云贵总督张亮基的宅邸。原有七进，现存清水磨砖门楼和正厅。
张亮基故居列为扬州市文物保护单位。